# طاهر الرعيني
طاهر بن عبد العزيز بن عبد الله الرعيني، من أهل قرطبة؛ يكنى أبا الحسن. سمع من بقي بن مخلد كثيراً، ومن الخشني محمد بن عبد السلام. ورحل إلى المشرق، فسمع بمكة من علي بن عبد العزيز بن عبد الله كاتب أبي عبيد، ومحمد بن إسماعيل الصائغ. ورحل إلى صنعاء، فسمع من أبي يعقوب الزبيدي، ومن عبيد الله بن محمد الكشوري، ومن أبي جعفر بن الأعجم وغيرهم من رجال صنعاء سماعا كثيرا. وكان ضابطاً لما كتب، كان علم اللغة والخبر أغلب عليه، ولم يكن له بالحديث ولا بالفقه كبير علم. وسمع الناس من طاهر بن عبد العزيز كتب أبي عبيد. والخشني باق. فممن روى عنه من الشيوخ أحمد بن بشر، ومحمد بن خالد، ووهب، وابن أخي ربيع وغيرهم ممن دون أسنانهم كثير.

## وفاته
وتوفي يوم الجمعة في جمادى الأولى سنة 305هـ. وكانت وفاته بعد وقعة القائد ابن أبي عبدة باثنتي عشرة ليلة.